# La Puntilla (Ecuador)

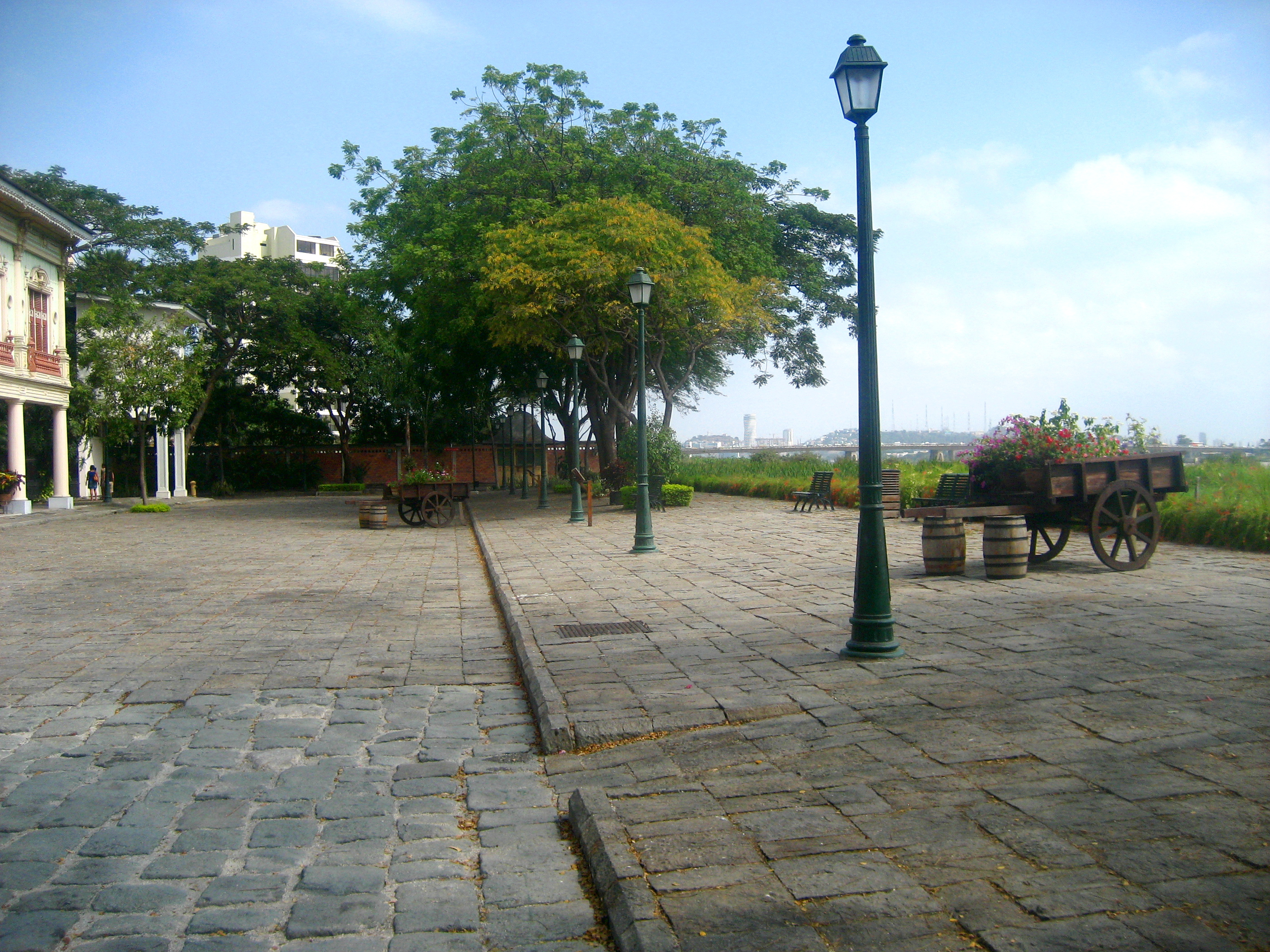
Parque Histórico Guayaquil, Malecón

La Puntilla ist ein östlicher Vorort von Guayaquil und eine Parroquia urbana satélite im Kanton Samborondón der ecuadorianischen Provinz Guayas. Die Parroquia erstreckt sich über eine Fläche von 35,28 km². Die Einwohnerzahl lag 2010 bei 29.803. Für 2022 wurde eine Einwohnerzahl von 85.691 prognostiziert.

## Lage
Die Parroquia La Puntilla liegt gegenüber der Provinzhauptstadt Guayaquil zwischen den Flüssen Río Daule und Río Babahoyo. Im Norden reicht die Parroquia bis zur Mündung des Estero El Batán in den Río Daule. Die Straße von La Aurora zum Kantonshauptort Samborondón begrenzt das Gebiet im östlichen Norden. Die Fernstraße E40 (La Aurora–Durán) durchquert das Verwaltungsgebiet. Von Guayaquil führt über den Río Daule, die Südspitze der La-Puntilla-Halbinsel sowie über den Río Babahoyo eine Straßenverbindung nach Durán. Der Süden der La-Puntilla-Halbinsel liegt 25 km südsüdwestlich vom Kantonshauptort Samborondón.
Die Parroquia La Puntilla grenzt im Westen an das Municipio von Guayaquil, im Norden an die Parroquia La Aurora (Kanton Daule), im Nordosten an die Parroquia Samborondón sowie im südlichen Osten an das Municipio von Durán. Das Verwaltungsgebiet umfasst die beiden im Río Babahoyo gelegenen Flussinseln Isla Penitencia und Isla Mocolí.

## Allgemeines
Heute ist La Puntilla in erster Linie als Domizil prominenter und wohlhabender Einwohner Guayaquils bekannt (hier lebt unter anderem Álvaro Noboa). Sie besteht hauptsächlich aus einer Hauptstraße (Vía a Samborondón) mit teuren Gated Communities (urbanizaciones cerradas) zu beiden Seiten, obwohl in den letzten Jahren nicht nur für Mitglieder der Oberschicht, sondern auch vermehrt für Mittelschichtfamilien Gated Communities errichtet werden. Vor Ort gibt es auch mehrere Schulen, zwei katholische und mehrere evangelikale Kirchen, eine im Jahr 2008 eröffnete private Klinik, eine private Universität und zwei Einkaufszentren nach amerikanischem Vorbild mit Food-Court und Kinos. Auch der Parque Histórico de Guayaquil, ein Zoo und Botanischer Garten für die lokale Fauna und Flora mit kolonialen Nachbildungen prominenter Gebäuden der Stadt Guayaquil befindet sich in La Puntilla. Der Parque Histórico ist eine der Hauptsehenswürdigkeiten der Stadt.

## Geschichte
La Puntilla wurde am 14. Dezember 2005 als Parroquia urbana satélite gegründet (Registro Oficial N° 165).